# Kanconeta
Kanconeta (ital. canzonetta — pesmica, mala kancona) vrsta je kancone, narodnog porekla, sačinjena u 14. veku od sedmeraca i osmeraca, kasnije i od dužih stihova. U književnosti je više počela da se koristi u 17. veku kad su je pesnici prilagodili zahtevima muzičkog izvođenja (melodrama). Jedna varijanta kanconete je i anakreontska pesma.

## Kompozitori
Kompozitori kanconeta uključuju:
- Klaudio Monteverdi
- Lodoviko Grosi da Vijadana
- Feliče Anerio
- Adrijano Bankjeri
- Luka Marencio
- Pjetro Čerone
- Oracio Veki
- Đovani Artuzi
- Hans Leo Hasler
- Đovani Marija Nanino
- Frančeska Kačini
- Salamone Rosi
- Ditrih Bukstehude
- Jozef Hajdn

## Literatura
- autora, Grupa (2017). Rečnik književnih termina. Beograd: Nolit Beograd. стр. 310. ISBN 978-86-19-00635-4.
- Članak "Canzonetta," u The New Grove Dictionary of Music and Musicians, ed. Stanley Sadie. 20 vol.
- Gustav Ris (1954). Music in the Renaissance. New York: W. W. Norton & Co. ISBN 978-0-393-09530-2.
- The New Harvard Dictionary of Music, ed. Don Randel. Kembridž, Masačusets.